# 萩原俊矢
萩原 俊矢 (はぎわら しゅんや、1984年7月16日 - ) は、日本のウェブデザイナー・インターネットアーティスト。
ウェブデザインを中心に活動し、IDPWやTRANS BOOKSといったアートプロジェクトを手掛ける。
2020年よりTOKYO ART BOOK FAIRのインターネット版であるVIRTUAL ART BOOK FAIRのウェブディレクターを務める。

## 略歴
- 1984年 神奈川県川崎市に生まれる [3]
- 2003年 flapper3に参加 [4]
- 2007年 セミトランスペアレント・デザインに参加 [5]
- 2012年 第16回文化庁メディア芸術祭エンターテイメント部門 新人賞 [6] ・審査員推薦作品
- 2012年 4月 IDPWに参加[7]
- 2015年 多摩美術大学統合デザイン学科にて非常勤講師 [3]
- 2017年 本にまつわるイベント TRANS BOOKSを畑ユリエ、飯沢未央と共催 [8]
- 2020年 TRANS BOOKS DOWNLOADsで 東京 TDC賞 RGB賞を受賞 [9]
- 2021年 京都精華大学にて非常勤講師
- 2023年 働く社会人のためのデザイン学校｜MeMe Design School デザインベーシックコースにて講師 [10]

## 受賞歴
- 第16回 文化庁メディア芸術祭エンターテイメント部門 新人賞
- 第16回 文化庁メディア芸術祭エンターテイメント部門 審査員推薦作品
- 2020年 東京 TDC賞 RGB賞

## 著書

### 単著
- 『アートプロジェクトのためのウェブサイト制作 コ・クリエイションの手引き』 公益財団法人 東京都歴史文化財団 アーツカウンシル東京 2022/2月

### 共著
- 『【新版】UI GRAPHICS 成功事例と思想から学ぶ、これからのインターフェイスデザインとUX』 ビー・エヌ・エヌ新社2018/10月
- 『.fla 2 ―Idea of Flash Creation―』 ワークスコーポレーション 2009/11月

### 連載
- 『ワード・プレス』（Yutaka Kikutake Gallery publishing / Yutaka Kikutake Gallery Books『疾駆』　Vol.2, 2014/7月号–Vol.11, 2019/7月号）

## 関連人物・グループ
- IDPW - 2012年にエキソニモを中心に結成したグループ
- 伊藤ガビン
- 田中良治
- 長谷川踏太
- キン・シオタニ [11] [12]
- 立川晴の輔[13] [14]